# Креґ Оппел
Креґ Оппел (англ. Craig Oppel, 26 вересня 1966) — американський плавець.
Олімпійський чемпіон 1988 року.
Переможець Пантихоокеанського чемпіонату з плавання 1985, 1987 років.
Переможець літньої Універсіади 1985 року.